# Mlékosrby
Mlékosrby (německy Mlikosirb) jsou obec v okrese Hradec Králové v Královéhradeckém kraji. Leží pět kilometrů jižně od Nového Bydžova. Žije v nich 240 obyvatel. Obcí protéká řeka Cidlina.

## Historie
První písemná zmínka o obci pochází z roku 1343. Bývaly tu lázně. V roce 1851 tu u faráře Šafránka pobývala Božena Němcová (1820–1861).

## Obyvatelstvo
| Rok            | 1869 | 1880 | 1890 | 1900 | 1910 | 1921 | 1930 | 1950 | 1961 | 1970 | 1980 | 1991 | 2001 | 2011 | 2021 |
| -------------- | ---- | ---- | ---- | ---- | ---- | ---- | ---- | ---- | ---- | ---- | ---- | ---- | ---- | ---- | ---- |
| Počet obyvatel | 426  | 383  | 399  | 416  | 405  | 416  | 444  | 349  | 341  | 264  | 251  | 231  | 222  | 243  | 224  |
| Počet domů     | 63   | 67   | 69   | 72   | 77   | 79   | 90   | 95   | 89   | 80   | 73   | 98   | 95   | 97   | 100  |

## Obecní správa

### Obecní symboly
Znak a vlajka byly obci uděleny rozhodnutím předsedy Poslanecké sněmovny Parlamentu České republiky dne 6. ledna 2021.

## Pamětihodnosti
- Kostel svatého Filipa a Jakuba – barokní stavba z počátku 18. století se třemi zvony. Nejstarší z nich v roce 1474 ulil pražský kovář mistr Hanuš. Uvnitř se nachází cínová křtitelnice z roku 1787.[4] V roce 1818 byl kostel na jižní straně rozšířen o hrobku šlechtického rodu Kinských z Vchynic a Tetova. V roce 1831 v ní byl pohřben její zakladatel Leopold Josef Kinský (1764–1831) z chlumecké větve rodu. V roce 2008 byl v hrobce pochován Radslav Kinský (1928–2008). V roce 1882 byl kostel přestavěn v novorománském stylu.

## Osobnosti
Ve vsi se narodil fotbalista František Kloz (1905–1945), kladenský hráč, reprezentant Československa.